# Bougouriba (tỉnh)
Bougouriba là một trong 45 tỉnh của Burkina Faso, trong vùng Sud-Ouest. Dân số của tỉnh này năm 2006 là 102.507 người. Tỉnh lỵ của Bougouriba là Diébougou. Khu bảo tồn Bontioli rộng 127  km² nằm ở tỉnh này.
Bougouriba được chia thành 5 tổng:
| Tổng             | Thủ phủ    | Dân số (điều tra năm 2006) |
| ---------------- | ---------- | -------------------------- |
| Bondigui (tổng)  | Bondigui   | 18, 782                    |
| Diébougou (tổng) | Diébougou  | 41, 348                    |
| Dolo (tổng)      | Dolo       | 8, 733                     |
| Iolonioro (tổng) | Iiolonioro | 20, 677                    |
| Tiankoura (tổng) | Tiankoura  | 12, 967                    |